# Bolomače
Bolomače falu Horvátországban Pozsega-Szlavónia megyében. Közigazgatásilag Bresztováchoz tartozik.

## Fekvése
Pozsegától légvonalban 12, közúton 13 km-re, községközpontjától légvonalban és közúton 6 km-re nyugatra, Szlavónia középső részén, a Pozsegát Nova Gradiškával összekötő főúttól északra fekszik.

## Története
Ősi település, melynek lakossága a török uralom idején áttért az iszlám hitre. A török kiűzésekor nagyrészt Boszniába távozott, majd helyükre Boszniából pravoszláv szerbek települtek. Pravoszláv pakókiáját a 18. században alapították, pravoszáv egyházi iskolája 1788-ban kezdte meg működését.
Az első katonai felmérés térképén „Dorf Bolomače” néven látható. Lipszky János 1808-ban Budán kiadott repertóriumában „Bolomache” néven szerepel. Nagy Lajos 1829-ben kiadott művében „Bolomache” néven 9 házzal és 78 ortodox vallású lakossal találjuk. 1857-ben 76, 1910-ben 85 lakosa volt. 1910-ben a népszámlálás adatai szerint teljes lakossága szerb anyanyelvű volt. Népiskoláját 1898-ban alapították. Pozsega vármegye Pozsegai járásának része volt. Az első világháború után 1918-ban az új szerb-horvát-szlovén állam, majd később (1929-ben) Jugoszlávia része lett. Iskolája 1940-ben nyílt meg. A falu 1970-ben kapott elektromos áramot. 1991-ben lakosságának 70%-a szerb, 30%-a horvát nemzetiségű volt. 2011-ben 22 lakosa volt.

## Lakossága
| Lakosság változása | Lakosság változása | Lakosság változása | Lakosság változása | Lakosság változása | Lakosság változása | Lakosság változása | Lakosság változása | Lakosság változása | Lakosság változása | Lakosság változása | Lakosság változása | Lakosság változása | Lakosság változása | Lakosság változása | Lakosság változása |
| ------------------ | ------------------ | ------------------ | ------------------ | ------------------ | ------------------ | ------------------ | ------------------ | ------------------ | ------------------ | ------------------ | ------------------ | ------------------ | ------------------ | ------------------ | ------------------ |
| 1857               | 1869               | 1880               | 1890               | 1900               | 1910               | 1921               | 1931               | 1948               | 1953               | 1961               | 1971               | 1981               | 1991               | 2001               | 2011               |
| 76                 | 74                 | 62                 | 66                 | 71                 | 85                 | 76                 | 65                 | 19                 | 19                 | 31                 | 26                 | 28                 | 23                 | 13                 | 22                 |